# Ланіц-Гассель-Таль
Ланіц-Гассель-Таль (нім. Lanitz-Hassel-Tal) — громада в Німеччині, розташована в землі Саксонія-Ангальт. Входить до складу району Бургенланд. Складова частина об'єднання громад Ан-дер-Фінне.
Площа — 31,5 км2. Населення становить 1050 ос. (станом на 31 грудня 2021).